# ألبرتو دياز
ألبرتو دياز (بالإسبانية: Alberto Díaz)‏ مواليد 23 أبريل 1994 في مالقة، هو لاعب كرة سلة محترف إسباني بدأ مسيرته الاحترافية في سنة 2011 ويحمل الرقم 4. يلعب مع بالونكيستو مالقا في الدوري الإسباني لكرة السلة.

## فرق لعب لها
- بالونكيستو مالقا
- بلباو باسكت
- بالونكيستو فوينلابرادا

## روابط خارجية
- ألبرتو دياز على موقع الاتحاد الدولي لكرة السلة (الإنجليزية)
- ألبرتو دياز على موقع الدوري الإسباني لكرة السلة (الإسبانية)
- ألبرتو دياز على موقع كرة السلة الأوروبية.كوم (الإنجليزية)
- ألبرتو دياز على موقع ريلجم (الإنجليزية)
- ألبرتو دياز على موقع بروبوليرز (الإنجليزية)
- ألبرتو دياز على موقع سبورتس رفرنس (الإنجليزية)
- ألبرتو دياز على موقع اللجنة الأولمبية الدولية (الإنجليزية)